# Cow's 1st.
『Cow's 1st.』（カウズ・ファースト）は、COW COWの1枚目のアルバム。

## 内容
COBRAから解散したばかりのYOSU-KOとPONによるCOW COWのデビュー作品。オリコンチャートで唯一、100位以内にランクインした。

## 批評
CDジャーナルは「チャーミーが英詞だったのに対しこちらは日本語オンリー。従来路線のアジテーションは健在」と評した。

## 収録曲
全曲　作詞：PON　作曲：YOSU-KO　編曲：坂井紀雄、COW COW
1. 東京シティ・ハード・コア
2. TOKIO RIOT（原曲：COBRA）
3. ヨクジュジュ
4. 死VICIOUS
5. TURNIN' WORLD
6. FIGHT WARS NOT WARS
7. POWERトキメキ